# Campionato di calcio della Repubblica Socialista Sovietica d'Estonia 1975
Il Campionato di calcio della Repubblica Socialista Sovietica d'Estonia 1975 era la massima divisione del campionato estone ed era un campionato regionale sovietico. La vittoria finale andò al Baltika Narva che vinse il secondo titolo della sua storia.

## Formula
Era formato da undici squadre: ogni formazione si incontrava le altre in gironi di andata e ritorno, per un totale di 20 incontri. Erano previsti due punti per la vittoria e uno per il pareggio.

## Classifica finale
|    | Classifica finale   | G  | V  | N | P  | GF | GS | Dif | Pt |
| -- | ------------------- | -- | -- | - | -- | -- | -- | --- | -- |
| 1  | Baltika Narva       | 20 | 14 | 4 | 2  | 36 | 13 | +23 | 32 |
| 2  | Dünamo Kopli        | 20 | 11 | 6 | 3  | 34 | 16 | +18 | 28 |
| 3  | Keemik Kohtla-Järve | 20 | 10 | 6 | 4  | 34 | 18 | +16 | 26 |
| 4  | Kalev Sillamäe      | 20 | 9  | 4 | 7  | 37 | 25 | +12 | 22 |
| 5  | Norma Tallinn       | 20 | 9  | 4 | 7  | 31 | 25 | +6  | 22 |
| 6  | Dvigatel Tallinn    | 20 | 7  | 7 | 6  | 30 | 25 | +5  | 21 |
| 7  | Tempo Tallinn       | 20 | 7  | 4 | 9  | 29 | 28 | +1  | 18 |
| 8  | RT Tartu            | 20 | 4  | 7 | 9  | 19 | 29 | -10 | 15 |
| 9  | Tekstiil Tallinn    | 20 | 4  | 6 | 10 | 12 | 32 | -20 | 14 |
| 10 | Kalev Pärnu         | 20 | 3  | 7 | 10 | 21 | 33 | -12 | 13 |
| 11 | EPT Kohtla-Järve    | 20 | 2  | 5 | 13 | 15 | 54 | -39 | 9  |

G = Partite giocate; V = Vittorie; N = Nulle/Pareggi; P = Perse; GF = Goal fatti; GS = Goal subiti; Dif = differenza reti; 